# 얼리사 밀러
얼리사 밀러(Alyssa Miller, 1989년 7월 4일 ~ )는 미국의 모델이다.